# 我親愛的小冤家
《我親愛的小冤家》（羅馬化：Khu Khaen Saen Rak）是一部改編自作家特皮塔同名小說的浪漫愛情喜劇。
2011年首度翻拍為電視劇，並由歐拉潘·瓦查拉彭製作，Polyplus Entertainment發行，克里薩達·德卡尼洛邦執導，查克利·彥納姆（Krit）與帕查拉帕·柴丘亞（Aum）領銜主演。2011年6月22日至8月24日，每週三至週四晚間8時25分於泰國第7電視台播出。
2021年以全新視角二度翻拍，並對故事和人物進行調整，於晚間新聞後首播。由Polyplus Entertainment出品，普米帕·桑萬沃拉古執導，帕塔拉德·薩恩固安卡瓦迪（Mike）與莫妲·娜琳叻（Mook）領銜主演。2021年2月21日至2021年4月2日，每週五至週日晚間8時25分於泰國第7電視台以播出，接檔電視劇《猛虎通行證》。

## 劇情簡介

2011年原版海報

Songkran是一位房地產大亨，也是個十足的好色之徒，有一個兒子叫Pe。但他一開始並不是這樣的，Pe的母親在他年幼時便離開他，與另一個男人在一起。Songkran傷心欲絕，開始把女人當作玩具，並與經營模特兒經紀公司的好友Ou一起贏得了「無敵卡薩諾瓦」（風流成性的男人）的封號。
Ingdao和她的家人擁有一個大型橘子農場，她是那種不接受任何廢話的人。由於她的巨大痣和不修邊幅的外表，她經常被認為是醜陋的。儘管如此，她還是有一個男朋友，名叫Nu，是一位風度翩翩、性情溫和的老師。
當復仇計畫進行......妳必須變身成一個迷人的女人來報復他。但愛情......即將把他這種「卡薩諾瓦」（風流成性的男人）變成只愛你的奴隸。

## 製作
電視劇劇本由曾創作過電視劇《燃燒的愛火之愛火遊戲》、《燃燒的愛火之海火》、《魚之戀》及《地獄天使》等知名電視劇的芭娜緹所撰寫。初步製作從讀劇本到結束，即按照故事的時間線逐步安排。之後，為了深入了解角色，並了解社會背景的世代差異，所以刪除或編輯了不重要的事件細節。同時，小說中的一些人物也被刪除。
新版我親愛的小冤家是由原版的主辦單位Polyplus Entertainment所提出，並計劃選角演員。最後決定由帕塔拉德·薩恩固安卡瓦迪（Mike）飾演“Songkran”，一位上流社會的年輕卡薩諾瓦（風流成性的男人） ；莫妲·娜琳叻（Mook）飾演“Ingdao”／“Daopradab”，故事中是一位農場主的女兒。受該劇粉絲的啟發，此劇於2011年進行了第一次翻拍。製作人歐拉潘·瓦查拉彭（Nit）見播出後反應熱烈，決定於2021年二度翻拍。
此劇於2020年7月17日正式開拍，大部分於曼谷取景，其中著名景點包括暹羅百麗宮與拉瑪八世大橋，並歷時8個月左右拍攝，最終於2021年2月7日正式殺青。

## 選角
演員選拔由Polyplus Entertainment團隊安排了角色和演員，由炙手可熱的男主角帕塔拉德·薩恩固安卡瓦迪（Mike）和冉冉升起的女主角莫妲·娜琳叻（Mook）繼《地獄之音》後二度搭檔。而女主角Ingdao的妹妹Ingchan，原定是由帕塔查雅·平莎莫（PP）與普萊法·西拉阿爾查（Franky）飾演，但兩人因為既定的行程安排而退出，最後訂定由莎蘭雅·春哈薩特（Jayda）出演。

## 演員陣容
註：括號內的演員姓名為小名。

### 主要演員
| 角色 （泰文）                    | 角色 （羅馬拼音）                      | 首播年份        | 首播年份                |
| 角色 （泰文）                    | 角色 （羅馬拼音）                      | 2011年          | 2021年                  |
| -------------------------------- | -------------------------------------- | --------------- | ----------------------- |
| สงกรานต์ ธนากุล （กรานต์）          | Songkran Thanakul （Kran）             | 查克利·彥納姆   | 帕塔拉德·薩恩固安卡瓦迪 |
| อิงดาว เนาวรัตน์／ดาวประดับ ทับจักรวาล | Ingdao Naowarat／Daopradub Tubjakrawan | 帕查拉帕·柴丘亞 | 莫妲·娜琳叻             |

### 其他演員
| 角色 （泰文）              | 角色 （羅馬拼音）            | 首播年份            | 首播年份                                                             |
| 角色 （泰文）              | 角色 （羅馬拼音）            | 2011年              | 2021年                                                               |
| -------------------------- | ---------------------------- | ------------------- | -------------------------------------------------------------------- |
| เผด็จศึก／เสี่ยอู๋               | Padedseuk／Au                | 蘭實·西拉南儂       | 阿迪魯特·辛哈奧博爾                                                  |
| มานิดา （มดแดง）            | Manida （Moddang）           | 娜迪亞·索納袞       | 哉布安·希丁                                                          |
| อิงจันทร์ เนาวรัตน์             | Ingchan Naowarat             | 安雅琳·堤拉塔南帕   | 阿迪魯特·辛哈奧博爾 （原定由帕塔查雅·平莎莫與普萊法·西拉阿爾查出演） |
| วิษณุ                        | Wisanu                       | 他那瓦·西里瓦塔納庫 | 通普·斯里皮帕特                                                      |
| มาริน โชคพิชัย                | Marin Chokphichai            | 索皮蘇達·伊緹米緹   | 雅達·蘇萬帕塔納                                                      |
| คุณชายเอี่ยว                  | Khun Chai Eaw                | 吉拉育·拉翁瑪尼     | 塞塔帕·迪尼威                                                        |
| จีจี้（2011）／อิ้งค์（2021）    | Gigi（2011）／Ink（2021）    | 斯蒂芬妮·勒絲       | 萬拉妲·佩薔南                                                        |
| ปีใหม่（2011）／ออก้า（2021） | Peemai（2011）／Ooka（2021） | 普西·滇蘇克         | 彼得·科普·迪倫達爾                                                   |

## 外部連結
- 《我親愛的小冤家2011》MyDramaList上的劇情簡介 （页面存档备份，存于）（英文）
- 《我親愛的小冤家2021》MyDramaList上的劇情簡介（英文）
- 豆瓣电影上《我親愛的小冤家2011》的資料 （简体中文）
- 豆瓣电影上《我親愛的小冤家2021》的資料 （简体中文）
- 互联网电影数据库（IMDb）上《我親愛的小冤家2021》的资料（英文）